# Yttre Grundträsket (Edefors socken, Norrbotten)
Yttre Grundträsket är en sjö i Bodens kommun i Norrbotten och ingår i Luleälvens huvudavrinningsområde. Sjön har en area på 0,27 kvadratkilometer och ligger 161,8 meter över havet. Sjön avvattnas av vattendraget Gullträskbäcken (Bredträskbäcken).

## Delavrinningsområde
Yttre Grundträsket ingår i det delavrinningsområde (734861-174489) som SMHI kallar för Inloppet i Bredträsket. Medelhöjden är 180 meter över havet och ytan är 3,83 kvadratkilometer. Räknas de 4 avrinningsområdena uppströms in blir den ackumulerade arean 57,63 kvadratkilometer. Gullträskbäcken (Bredträskbäcken) som avvattnar avrinningsområdet har biflödesordning 3, vilket innebär att vattnet flödar genom totalt 3 vattendrag innan det når havet efter 118 kilometer. Avrinningsområdet består mestadels av skog (67 procent) och sankmarker (15 procent). Avrinningsområdet har 0,27 kvadratkilometer vattenytor vilket ger det en sjöprocent på 7,1 procent.